# Ornithopus
Genre

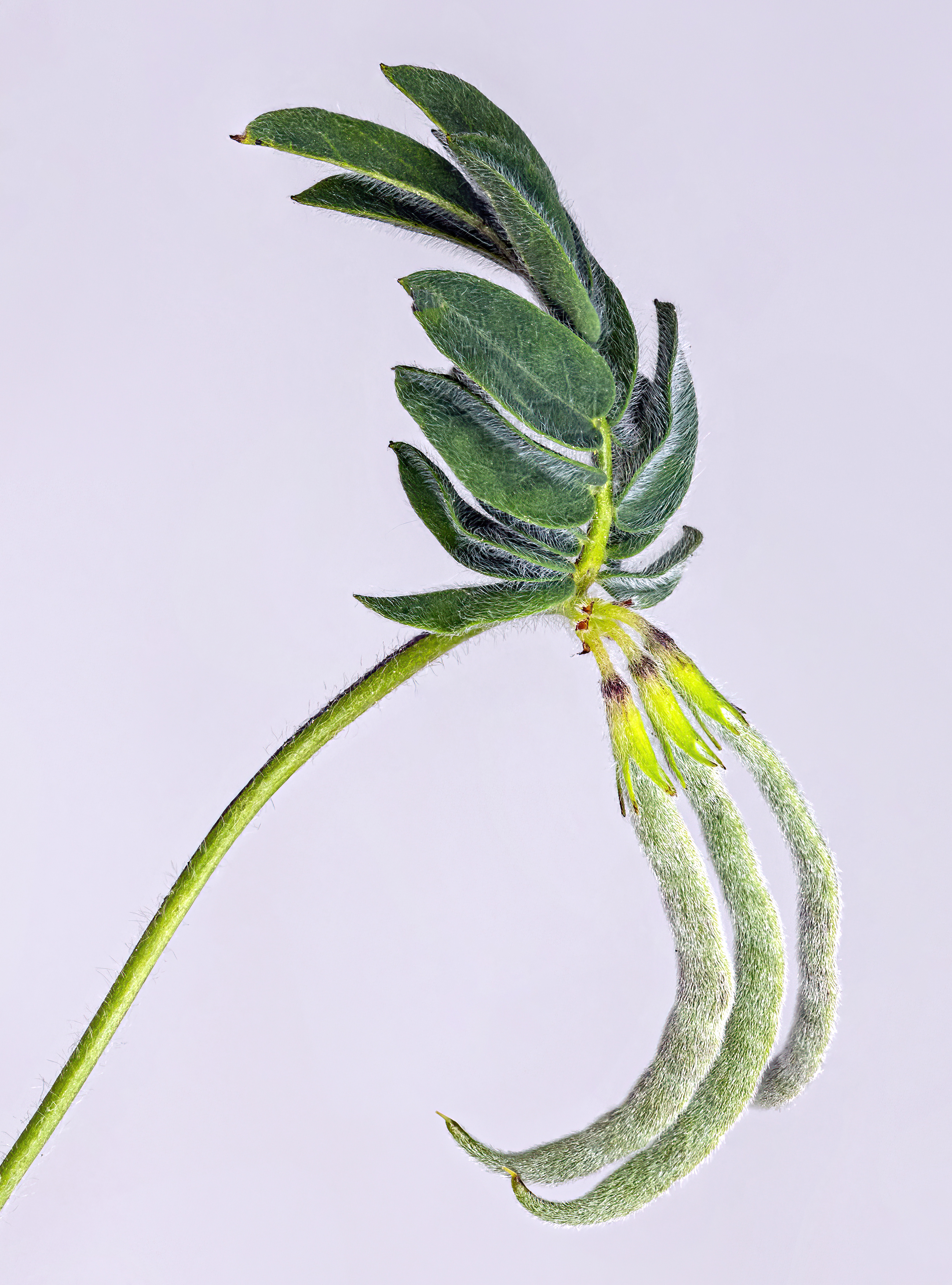
Aspect des fruits immatures qui donne le nom du genre.

Ornithopus, ornithopes ou pieds d'oiseau, est un genre de plantes à fleurs dicotylédones de la famille des Fabaceae (légumineuses), sous-famille des Faboideae, originaire des régions tempérées d'Europe, d'Asie de l'Ouest, d'Afrique du Nord et d'Amérique du Sud, qui comprend six espèces acceptées.

## Liste d'espèces
Selon The Plant List (17 décembre 2018) :
- Ornithopus compressus L.
- Ornithopus micranthus (Benth.) Arechav.
- Ornithopus perpusillus L.
- Ornithopus pinnatus (Mill.) Druce
- Ornithopus sativus Brot.
- Ornithopus uncinatus Maire & Sam.